# 烏干達女王
英國女王伊莉莎白二世於1962年至1963年為烏干達女王。當時烏干達是一個獨立的君主立憲制國家。伊莉莎白二世也是包括英國在內的其它大英國協王國的君主。
英國國會通過的《1962年烏干達獨立法令》於1962年10月9日將英屬烏干達轉變為一個主權國家。烏干達君主是象徵性的國家元首，她對烏干達的憲法職責委託給烏干達總督。

## 歷史
1962年10月9日，烏干達實行君主立憲制，伊莉莎白二世為烏干達女王。由烏干達總督代表她在烏干達履行職責。烏干達議會成為烏干達的最高立法機關。在獨立慶祝活動中，肯特公爵和肯特公爵夫人代表伊莉莎白女王出席。肯特公爵主持烏干達第一屆議會開幕，並代表伊莉莎白二世發表了談話。烏干達總督在烏干達議會正式開幕式上的談話中說，烏干達政府承認伊莉莎白二世為大英國協元首和烏干達女王。
伊莉莎白二世於1954年4月28日至30日和2007年11月21日至24日訪問了烏干達，後者是為了出席2007年大英國協政府首腦會議。位於烏干達西部的卡津加國家公園於1954年更名為伊莉莎白女王國家公園，以紀念伊莉莎白女王的到訪。

## 廢除
烏干達議會於1963年修改了憲法，同年10月9日，烏干達成為大英國協內的一個共和國，烏干達總統成為烏干達的國家元首。